# قتل غیرعمد
قتل غیرعمد نوعی کشتن یا قتل است که بی هیچ انگیزه و قصد قبلی برای کشتن،‌ آسیب رساندن و یا ضربه زدن به کسی یا شخص مقابل رخ داده باشد. قتل‌های غیرعمد یا کشتار ناخودآگاه در دستگاه دادگستری بسیاری از کشورها در رده قتل و کشتن جای ندارند، بلکه به عنوان مرگ تصادفی یا ناگهانی دسته‌بندی می‌شوند.

## قتل در حقوق ایران
در حقوق و دادگستری ایران قتل و کشتار و آسیب های تنی و بدنی درجایی آگاهانه و عمد شمرده می‌شوند که شخص و کننده آن یا انگیزه و نیت انجام آن کار را از پیش داشته یا کار او نوعاً کشنده باشد. اگر کاری نوعاً کشنده باشد حتی اگر قصد کشتار یا آسیب نیز نداشته باشد قتل عمد و آگاهانه شمرده می‌شود و اگر کنش او به قصد و انگیزه آسیب زدن انجام شده باشد ولی کشنده نباشد ولی تصادفاً و ناگهانی منجر به مرگ شده باشد کشتار و  قتل شبه عمد است. در قوانین ایران جنایات غیرعمد (در حقوق اسلامی هر کنشی که به سرتاسر تن و تمامیت جسمانی انسان آسیب بزند جنایت نامیده می‌شود) به چهار گونه «شبه‌عمد»، «خطای محض»، «در حکم شبه‌عمد»، «در حکم خطای محض» بخشبندی می‌شوند:
تصادفات رانندگی از مصادیق و نمونه های مهم قتل غیر عمد هستند . در این گونه قتل فرد مقصر و گناهکار به قصاص محکوم نمی‌شود بلکه به پرداخت دیه از جنبه حقوق فردی به وراث و بازماندگان درگذشته محکوم می‌شود، همچنین از جنبه و سویه همگانی  جرم (بزه) به جهت قصور یا کوتاهی کردن انجام داده با دستور قاضی می‌تواند به مجازاتها و کیفرهایی مانند زندان یا جریمه نقدی محکوم شود .
برابر ماده ۶۱۶ قانون مجازات اسلامی اگر که قتل غیر عمد و ناخواسته به واسطه بی‌احتیاطی یا بی‌مبالاتی (بی پروایی) یا اقدام به کاری که کننده در آن مهارت نداشته است یا به سبب عدم رعایت نظامات واقع شود مسبب و بانی آن  افزون بر پرداخت دیه به حبس از یک تا سه سال محکوم خواهد شد.
خطای محض یا لغزش آشکارا
جنایت یا بزه خطای محض زمانی رخ میدهد که آن کس نه قصد و انگیزه انجام کار را داشته و نه قصد آسیب رساندن ولی به گونه ای کاملاً اتفاقی و ناگهانی بانی قتل یا آسیب بر کسی شده‌است «ماننده آنکه تیری را به انگیزه شکاری رها کند و به کسی برخورد نماید».
در حکم خطای محض
جنایاتی و بزهکاریهایی ک به‌دست کسان دیوانه و مجنون، صغیر (پسران پیش از سن ۱۵ سال قمری و دختران پیش از نه سال قمری) یا در زمان خواب رخ دهد.
جنایت شبه‌عمد
قتل شبه عمد زمانی است که جانی یا کشنده قصد و انگیزه کشتن آن کس را نداشته و کار او نیز نوعأ کشنده نبوده ولی کار و کنش منجر به قتل را با نیت قبلی انجام داده است. در ماده ۲۹۵ قانون مجازات اسلامی نمونه های این گونه بزه و جنایت اینچنین نامبرده شده‌اند «مانند آنکه کسی را به انگیزه پرورش و تأدیب به شیوه ای  که نوعأ سبب جنایت و بزهکاری نمی‌شود بزند و اتفاقاً و ناگهانی موجب جنایت گردد، یا پزشکی مباشرتاً بیماری را به طور متعارف و به روال  درمان کند و اتفاقأ و ناگهانی سبب جنایت بر او شود».